# Хатфилд (Масачусетс)
Хатфилд (енгл. Hatfield) насељено је место без административног статуса у америчкој савезној држави Масачусетс.

## Демографија
По попису из 2010. године број становника је 1.318, што је 20 (1,5%) становника више него 2000. године.
| Група             | 2000.         | 2010.         |
| Белци             | 1.268 (97,7%) | 1.279 (97,0%) |
| Афроамериканци    | 2 (0,2%)      | 3 (0,2%)      |
| Азијати           | 10 (0,8%)     | 11 (0,8%)     |
| Хиспаноамериканци | 16 (1,2%)     | 16 (1,2%)     |
| Укупно            | 1.298         | 1.318         |